# Sucre amer (film, 1998)
Pour les articles homonymes, voir Sucre amer.
Pour plus de détails, voir Fiche technique et Distribution.
Sucre amer est un long métrage historique du réalisateur français Christian Lara. 
Tourné en 1998, il aura fallu quatre années à ce film pour sortir en salles.

## Synopsis
Alternant entre scènes de tribunal et reconstitutions historiques, Sucre amer est une fiction qui relate le procès intemporel d'un esclave affranchi, devenu commandant de l’armée française, et accusé de haute trahison pour avoir combattu l’armée de la République venue rétablir l'esclavage en Guadeloupe, sur ordre du premier consul Bonaparte.

## Fiche technique
- Titre : Sucre amer
- Titre anglais : Bitter Sugar
- Réalisation : Christian Lara, assisté de Bruno François-Boucher
- Scénario : Christian Lara,
- Photographie : Jean-Michel Humeau
- Montage : Catherine Trouillet-Schorr
- Musique : Jean-Claude Petit
- Producteur : Jacques Dorfmann, Christian Lara, Gérard Martin, Richard Sadler
- Société de production : Guadeloupe films compagnie, Stock films international, Tesson Production
- Société de distribution : Orisha Distribution
- Pays :  France- Canada
- Langue originale : français
- Format : couleur 35 mm
- Genre :  drame / historique
- Durée : 90 minutes
- Année de production : 1998
- Date de sortie : 
  - France : 29 mai 2002
- Sortie du DVD : 
  - France : 5 juin 2006[1]
    - Éditeur : Les Films du Paradoxe
    - Distributeur : Les Films du Paradoxe

## Distribution
- Jean-Michel Martial : Joseph Ignace

| Au Tribunal : - Robert Liensol : L'avocat de la défense - Anne-Marie Philipe : Le procureur - Gabriel Gascon : Le président du tribunal - Les jurés - Marc Michel : Le comte de Nolivos - Maka Kotto : Alexandre Privat d'Anglemont - Éric Vu-An : Le Chevalier De Saint-George - Marie Verdi : Marie - Xavier Letourneur : Victor Hugues - Pierre Chagnon : Victor Schœlcher - Philippe Mourouvin : Henry Sidambarom - Dominic Allen : Le vice-amiral Cochrane - Renée Voltaire : Man Nèl - Lydie Denier : Joséphine de Beauharnais - France Castel : La psy - Fayolle Jean : Huissier - Jean Pommier : Huissier - Janique Pierre-Antoine : Substitut - Isabelle Laisné : Assistant avocat - Mario Arcand : Assistant avocat - Bernard Chauveau : Assistant avocat - Denise Charest : Greffière - Harold Planté : P.M. - Christian Ledoux : P.M. | En Guadeloupe : - Philippe Le Mercier : Le général Richepance - Luc Saint-Éloy : Louis Delgrès - Dominik Bernard : Le général Sériziat - Guy-Pierre Mineur : Le général Magloire Pélage - Guy Salme : Le général Gobert - Éric 'Titus' Mariotti : Le gouverneur Lacrosse - Eugénie Louis-Joseph : Marthe Rose - Géraldine Asselin : La métisse - Aline Mugerin : Chanterelle - Renaud Roussel : Capitaine Rougier - Marvin Sither : André Romain - José Jernidier : 1er serviteur / caporal - Joël Jernidier : Codou - Isabelle Valmar : La Femme d'Ignace - Roger Tannous : Sergent recruteur - François Dupuy : Du Boyer - Patricia Hardy : Melle de la Brunerie - Anesta Joseph : la mère d'Ignace - Marie-Anne Vatin : Balerine - Sabrina Vatin : Balerine - Arnaud Kerneguez : Sergent de garde - Pascal Louis : le prêtre - Max Mozart : bourreau |

## Distinctions

### Nominations et récompenses
- 1997 : Présenté en compétition officielle au 12e Festival International du Film Francophone de Namur, Belgique[2].
- 1998 : Présenté hors-compétition au Festival international du film du Caire, Égypte[3].
- 1999 : Mention spéciale du jury, Catégorie Images Créoles au Festival Vues d'Afrique, Montréal, Canada.
- 1999 : Prix du Meilleur Film de la Diaspora (Prix Paul Robeson) à la 16e édition du Festival panafricain du cinéma et de la télévision de Ouagadougou (FESPACO), Burkina Faso[4].
- 2000 : Grand Prix du Jury au Festival panafricain du film de Los Angeles[5].

### Présentation en festivals
- 2008 : Présentation à la 3e édition du Festival «Regards sur l’esclavage» de Radio France internationale, Paris, France[6].

## Autour du film
- En 2004, Christian Lara réalise un second film sur cette période de l'histoire de France, intitulé : « 1802, l'épopée guadeloupéenne ». Jean-Michel Martial, Philippe Lemercier et Luc Saint-Éloy y reprennent les rôles qu'ils ont interprétés dans Sucre Amer. Xavier Letourneur et Marc Michel figurent également au casting de ce film, mais dans des rôles différents.